# Nyctalus plancyi
Nyctalus plancyi är en fladdermus i familjen läderlappar som förekommer i Kina och på Taiwan.
Denna fladdermus har kort brunaktig päls på kroppen. Däremot är nosen, öronen och flygmembranen mörkbruna. Kännetecknande är formen av den broskiga fliken i örat (tragus) som liknar en svamp. Individerna har 48,7 till 52,5 mm långa underarmar och de väger 21,6 till 26,1 g. Typiska för arten är dessutom svullnader med körtlar ovanför övre läppen samt en hårig region under underarmarna på vingarna.
Artens utbredningsområde sträcker sig över nästan hela sydöstra Kina och över Taiwan. En avskild population lever nära Peking. Individerna vistas i kulturlandskap och i angränsande skogar. Enligt en studie från 2012 hittas arten även på Luzon i norra Filippinerna. Djuret når i bergstrakter 2000 meter över havet.
Som viloplatser används byggnader, ruiner, grottor, bergssprickor och trädens håligheter. Flera exemplar håller från och med november vinterdvala. Parningen sker i mars eller under tidig april och sedan vilar de befruktade äggen några veckor. Den egentliga dräktigheten varar 50 till 60 dagar och ungarna föds oftast vid slutet av juni. Lätet som används för ekolokaliseringen har sin största energi vid 25k Hz.
För beståndet är inga allvarliga hot kända. Nyctalus plancyi hittas i flera naturskyddsområden. Den listas av IUCN som livskraftig (LC).